# Śmierć na żywo (film 2007)
Śmierć na żywo (ang. Live!) – amerykański komediodramat z 2007 roku w reżyserii Bill Guttentag. 

## Fabuła
Ambitna producentka telewizyjna Katy Courbet (Eva Mendes) wpada na pomysł stworzenia programu, który ma szanse osiągnąć najwyższą oglądalność w dziejach mediów. Reality show z rosyjską ruletką w roli głównej. Kilku uczestników na oczach milionów widzów po kolei podniesie do skroni częściowo naładowaną broń i naciśnie spust. Ten, któremu uda się ujść z życiem, zdobędzie sławę i 5 milionów dolarów. Do zawodów stają m.in. młody pisarz, początkująca aktorka, ojciec, który pragnie ocalić rodzinną farmę, młody emigrant. Rozpoczyna się szaleńczy medialny wyścig, w którym ważniejsze są słupki oglądalności niż podstawowe zasady etyki, moralności i zwykłej ludzkiej przyzwoitości.

## Obsada
- Eva Mendes jako Katy
- David Krumholtz jako Rex
- Eric Lively jako Brad
- Katie Cassidy jako Jewel
- Jeffrey Dean Morgan jako Rick
- Rob Brown jako Byron
- Jay Hernández jako Pablo
- Monet Mazur jako Abalone